# Jazz in Camera
Jazz in Camera ist ein Jazzalbum von Donald Byrd und Barney Wilen. Die zuvor unveröffentlichte Monoaufnahmen, produziert im Juli 1958 in Paris von Sandro Bocola und Dennis Bailey für ein unrealisiertes Filmprojekt, erschienen am 24. Februar 2012 auf Sonorama Records. Die Aufnahmen entstanden in einer Phase ähnlicher Soundtrack-Projekte in Paris wie die Musik des Modern Jazz Quartets, für Roger Vadims Film Sait-on jamais (Does One Ever Know) von 1957, Ascenseur pour l’échafaud (1958) von Miles Davis und Des Femmes Disparaissent von Art Blakey für den gleichnamigen Film (1959) von Édouard Molinaro.

## Hintergrund
Jazz in Camera ist ein bislang unveröffentlicht gebliebenes Soundtrack-Album eines abgebrochenen Filmprojekts, produziert 1958 von Sandro Bocola und Dennis Bailey in Paris. Bei der vom Modern Jazz der Zeit geprägten Session spielten der Trompeter Donald Byrd und der Tenorsaxophonist Barney Wilen mit Jimmy Gourley (Gitarre), Walter Davis junior (Piano), Doug Watkins (Kontrabass) und Al Levitt (Schlagzeug). Die Azetate mit den Aufnahmen wurden im Nachlass von Barney Wilen entdeckt.
Kurz nach Beginn eines mehrjährigen Aufenthalts in Paris entwarf der italienisch-schweizerische Schriftsteller und Künstler Sandro Bocola mit seinem Freund Dennis Bailey 1958 das Projekt eines Avantgarde-Jazz-Films. Es sollte als eine moderne Version des legendären Kurzfilms Jammin’ the Blues (mit Lester Young) mit einer Gruppe von Musikern in einem Aufnahmestudio gestaltet werden, die eine Platte produziert haben. Dafür hatte man Donald Byrd geholt, der – kurz nach Studioaufnahmen mit Michel Legrand in New York (Legrand Jazz) – gerade in Europa weilte. Byrd war in diesen Jahren ein vielbeschäftigter Musiker, etwa im Quintett von John Coltrane, bei Horace Silver und vielen anderen mehr.
Geplant war, zuerst den Soundtrack aufzunehmen; dann sollten die Musiker in einem Studio mit mehreren Kameras gefilmt werden, da sie ihre ursprüngliche Tonaufnahme wiederholen sollten. Das resultierende Filmmaterial sollte dann in Farbe entfremdet, als rhythmische Montage auf den ursprünglichen Soundtrack geschnitten werden. Nachdem Boccola bei einem seiner Kunden einen Sponsor gefunden hatte, der das Projekt finanzieren würde, stellte er mit Hilfe seines Freundes Barney Wilen eine kleine Band zusammen. Boris Vian, der zu dieser Zeit eine leitende Position bei der Plattenfirma Philips innehatte, stellte das Aufnahmestudio zur Verfügung, in dem das Team sich im Juli 1958 mit den Musikern für die Aufnahme des Soundtracks traf. Es sollte mit einem schnellen Stück beginnen, gefolgt von einem langsamen Blues und schließlich einem weiteren schnellen Stück, basierend auf „A Night in Tunisia“ von Dizzy Gillespie.
Nach mehreren Testläufen, in denen eine Reihe vorbereitender Fotos entstanden waren, wurde der Soundtrack des geplanten Films aufgenommen. Anschließend erfolgten die ersten Filmaufnahmen, für die der Kameramann Raoul Coutard hinzugezogen wurde. Allerdings hat der unerwartete Bankrott des Sponsors François Peyron das Filmprojekt vorzeitig beendet. Das einzige, von dem Filmprojekt übrigblieb, waren die Schellackaufnahmen des Soundtracks, von denen Dennis und Boccola eine Kopie aufbewahrten. Als Patrick Wilen nach dem Tod seines Vaters den musikalischen Nachlass aufarbeitete, stieß er bei Boccola auf den Soundtrack des abgebrochenen Projekts Jazz in camera, das er schließlich nach mehr als fünfzig Jahren nun erstmals der Öffentlichkeit zugänglich machte, in Zusammenarbeit mit dem Berliner Reissue-Label Sonorama Records.

### Donald Byrd in Europa 1958
Donald Byrds Session mit Barney Wilen in Paris war der Auftakt für weitere Gastspiele in Frankreich; so trat er am 11. Juli 1958 – begleitet von seiner Rhythmusgruppe aus Walter Davis Jr., Doug Watkins und Art Taylor – mit Bobby Jaspar (Jazz Sur für La Croisette) sowie Zoot Sims und Michel Hausser (Jam Session) auf dem Cannes Jazz Festival auf. Am 29. Juli spielten Byrd, Watkins und Taylor in Baden-Baden mit Stan Getz und dem Pianisten Hans Hammerschmid (Stan Getz Special Vol. 2). Nach einer Studiosession für Blue Note Records im August 1958 in London, bei der Byrd und sein Schlagzeuger Art Taylor mit Dizzy Reece, Tubby Hayes, Terry Shannon und Lloyd Thompson spielten (Blues in Trinity), gastierte Donald Byrd im September in Stockholm. Dort wirkte er mit Musikern wie Bengt Hallberg und Georg Riedel an Monica Zetterlunds Columbia-Album Swedish Sensation mit. Am 22. Oktober gastierte er erneut in Paris und trat im Olympia mit Bobby Jaspar, Walter Davis, Jr., Doug Watkins und Art Taylor auf (Byrd in Paris/Parisian Thoroughfare). Sieben Tage später entstand ein weiterer Mitschnitt der Gruppe im Jazzclub Le Chat qui pêche, bei dem auch Clark Terry und Oscar Pettiford als Gastvokalisten mitwirkten (Donald Byrd Plays »Au Chat«). Bei einem weiteren Studiotermin am 6. November entstand „What’s New“, bei dem Byrd und Bobby Jaspar mit Jack Dieval, Benoît Quersin und Daniel Humair spielten. Kurz danach kehrte der Trompeter nach New York zurück, um drei Tage später für Blue Note sein Album Holiday for Skins einzuspielen.

## Titelliste
- Donald Byrd & Barney Wilen Jazz in Camera (Sonorama C65)[3]

1. Jazz in Camera – Bande I [Quick Piece] 7:28
2. Jazz in Camera - Bande II [Slow Blues] 4:23
3. Jazz in Camera - Bande III [A Night in Tunisia von Dizzy Gillespie] 4:40
4. Jazz in Camera - Bande IV [Blues into A Night in Tunisia] 7:59
5. Jazz in Camera - Bande V [Quick Piece] 3:59
6. Jazz in Camera - Bande VI [Blues into A Night in Tunisia] 6:25

Sofern nicht anders angegeben, stammen alle Kompositionen von Donald Byrd, Barney Wilen, Walter Davis, Doug Watkins und Al Levitt.

## Rezeption
Nach Ansicht von Thomas Wörtche (Cultur Mag) ist die Musik „robuster Hardbop, der Byrds Qualitäten als extrem dynamischer Trompeter voll zur Geltung kommen lässt.“ Die Stücke für den Soundtrack seien klassisch vorgetragen im Jazz-Messengers-Modus, auch mit Walking Bass und High Notes und harten Breaks und Count Basie-haftem Piano. Die ganze Angelegenheit habe eine vom Blues geprägte Stimmung, angenehm geerdet. Byrd nehme sich für seine Solos viel Raum, Wilen kontere angemessen – die Session scheine den Musikern Spaß gemacht zu haben. Auch wenn deswegen die Geschichte des Jazz nicht neu geschrieben werden müsse, könne man knappe 35 Minuten Hardbop auf soliden Niveau erleben.